# 丨
【丨】 — китайський ієрогліф. Ключ 2.  Дуже рідко використовується на письмі в японській мові.

## Значення
1. вертикальна лінія.
2. просуватися.
3. відступати.
4. Ключ 2.

Ключ: 2 (丨 + 0);  Кількість рисок: 1.
Введення ієрогліфа методом цанзє: 中 (L), X中 (XL); . .

## Прочитання
| Китайська         |                   |                   |                   |                 |                 |
| Мандаринська мова | Мандаринська мова | Мандаринська мова | Мандаринська мова | Кантонська мова | Кантонська мова |
| чжуїнь            | піньїнь           | Вейд-Джайлз       | кирилиця          | ютпхін          | Єль             |
| ㄍㄨㄣˇ           | gǔn (gun3)        | kun3              | кунь              | gun3 shu4       | kwan2           |

| Корейська |         |               |              |          |          |
|           | хангиль | стара латинка | нова латинка | Єль      | кирилиця |
| Звук:     | 곤      | kon           | gon          | kon      | кон      |
| Назва:    | 뚫을    | tturûl        | ttureul      | ttwulhul | ттуриль  |

| Японська |                 |                  |                  |
|          | кана            | латинка          | кирилиця         |
| Он:      | こん            | kon              | кон              |
| Кун:     | すすむ しりぞく | susumu shirizoku | сусуму сірідзоку |
| Ім'я:    | —               | —                | —                |